# Benito Higinio Villegas
Benito Higinio Villegas (11 de gener de 1877 – 27 d'abril de 1952) fou un jugador d'escacs argentí, actiu entre la primera dècada del segle xx i la II Guerra Mundial

## Resultats destacats en competició
Villegas fou el primer campió del Club Argentino de Ajedrez a Buenos Aires el 1906-1907. Després de la I Guerra Mundial, va guanyar el Campionat d'escacs de l'Argentina el 1922, després de superar en matx en Damián Reca, i fou subcampió els anys 1921 i 1923, en perdre en matx contra el mateix rival.
Villegas va participar en diversos Campionats de Sud-amèrica. Empatà als llocs 2n-4t a Montevideo (Carrasco) 1921/22 (el campió fou Roberto Grau); fou 6è a Montevideo 1925 (el campió fou Luis Palau); fou 7è a Mar del Plata 1928 (el guanyador fou Grau); fou 11è a Buenos Aires 1931 (Torneig Internacional Geniol, el campió fou Carlos Maderna); fou 10è a Mar del Plata 1934 (el campió fou Aaron Schwartzman); empatà als llocs 11è-12è a Buenos Aires 1934/35 (el campió fou Luis Piazzini), i empatà als llocs 13è-14è a Mar del Plata 1936 (el campió fou Isaias Pleci).
Durant la II Guerra Mundial, va participar en els fortíssims Torneig d'escacs de Mar del Plata (als quals hi participaren molts mestres europeus exiliats arran de l'inici de la guerra), on hi fou 8è el 1942 (el campió fou Miguel Najdorf), 14è el 1943 (el campió fou Gideon Stahlberg), i 16è el 1944 (els campions foren Herman Pilnik i Najdorf). El 1944, fou 17è a La Plata (el campió fou Najdorf).

### Rànquing mundial
El seu millor rànquing Elo s'ha estimat en 2520 punts, el setembre de 1942, moment en què tenia 65 anys, cosa que el situaria en 84è lloc mundial en aquella data. Segons chessmetrics, va ser el 75è millor jugador mundial el gener de 1943.